# Vysočany (powiat Blansko)
Vysočany – miejscowość i gmina (obec) w Czechach, w kraju południowomorawskim, w powiecie Blansko. W 2022 roku liczyła 772 mieszkańców.